# Белое мясо

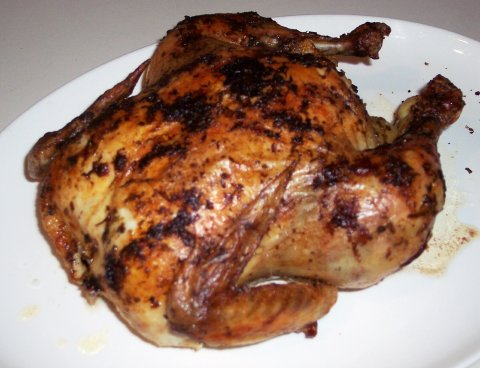
Курица — это широко потребляемое белое мясо.

С кулинарной точки зрения белое мясо — это мясо, которое имеет бледный цвет до и после приготовления. Распространенным примером белого мяса является мясо птицы более светлого цвета (светлое мясо), получаемое из грудки, в отличие от тёмного мяса из ножек. Белое («светлое») мясо птицы состоит из быстросокращающихся мышечных волокон, в то время как красное («темное») мясо состоит из мышц с медленно сокращающимися волокнами. В традиционной гастрономии к белому мясу также относят крольчатину, мясо молодых млекопитающих (особенно телятину и баранину) и иногда свинину.
В исследованиях питания белое мясо включает птицу и рыбу, но исключает все виды мяса млекопитающих, которые считаются красным мясом. Некоторые виды рыбы, такие как тунец, в сыром виде краснеют, а при приготовлении белеют. Некоторые виды птицы, которые иногда называют белым мясом, в сыром виде имеют красный цвет, например, утка и гусь. Эти факторы привели к спорам вокруг определения белого мяса.

## Терминология
Термины белый, красный, светлый и тёмный, применяемые к мясу, имеют различные и противоречивые значения в разных контекстах. Термин белое мясо, в частности, вызвал путаницу из-за чрезмерного упрощения в научных публикациях, неправильного использования термина в популярной прессе и эволюции термина на протяжении десятилетий. Некоторые авторы предлагают вообще избегать терминов «красный» и «белый», вместо этого классифицируя мясо по объективным характеристикам, таким как содержание миоглобина или гемового железа, липидный профиль, состав жирных кислот, содержание холестерина и так далее.
В исследованиях питания белое мясо может также включать амфибий, таких как лягушки, сухопутные улитки. Мясо млекопитающих (например, говядина, свинина, козлятина, баранина, оленина, крольчатина) исключается и считается красным мясом. Периодически некоторые исследователи допускают, что нежирные куски кролика являются исключением, и относят их к категории «белого мяса», потому что они в питании имеют определённое сходство с домашней птицей. С другой стороны, исследования в области питания и социальные исследования обычно определяют «красное мясо» как полученное от любого млекопитающего, «морепродукты» как происходящее от рыбы и моллюсков, а «белое мясо» — полученное от птиц и других животных. Некоторые энтомологи называют съедобных насекомых «следующим белым мясом».
Министерство сельского хозяйства США (USDA) обычно классифицирует красное мясо, птицу и морепродукты как отдельные категории. USDA считает всех животных домашнего скота (включая говядину, телятину, свинину) «красным мясом», потому что их мышцы содержат достаточно миоглобина, чтобы свежее мясо было темно-красным до того, как его приготовили. Птица и морепродукты не считаются красным мясом, потому что они содержат меньше миоглобина. Термин белое мясо используется, в частности, для описания домашней птицы; хотя сюда входят утки и гуси, они считаются темным мясом. Морепродукты рассматриваются FSIS USDA как отдельный продукт и не включаются в категорию мяса. Всемирная организация здравоохранения (ВОЗ) проводит различие между белым мясом и морепродуктами.

## Домашняя птица
Мясо птицы бывает двух видов — белое и тёмное. Различные цвета основаны на различном расположении и использовании мышц. Белое мясо можно найти в грудке курицы или индейки. Тёмные мышцы подходят для развития выносливости или длительного использования и содержат больше миоглобина, чем белые мышцы, что позволяет мышцам более эффективно использовать кислород для аэробного дыхания. Белое мясо содержит большое количество белка.
Тёмное мясо содержит в 2,64 раза больше насыщенных жиров, чем белое мясо, на грамм белка. Один комментатор написал, что тёмное мясо содержит больше витаминов, а колумнист New York Times заявил, что эти два вида мяса почти идентичны по питательной ценности, особенно по сравнению с обычным красным мясом. У наземных птиц, таких как курица и индюки, темное мясо встречается в ногах, которые используются для поддержания веса животных во время движения. По данным Министерства сельского хозяйства США, 28 граммов грудки индейки без костей и кожи содержат около одного грамма жира, по сравнению с примерно двумя граммами жира на 28 г бедра без костей и кожи. Цифры увеличиваются, когда кожа сохраняется: куриное бедро с неповрежденной кожей содержит 13 граммов общего жира и 3,5 грамма насыщенных жиров на порцию 85 г; это около 20 % от рекомендуемого максимального суточного потребления. Птицы, которые используют грудные мышцы для продолжительного полёта (например, гуси и утки), имеют тёмное мясо по всему телу.

## Свинина
Из-за проблем со здоровьем производители мяса позиционируют свинину, как «белое мясо», используя традиционное гастрономическое определение. Национальный совет по свинине Соединённых Штатов позиционирует свой продукт как «Свинина. Другое белое мясо».
В Израиле, где широко распространены еврейские диетические законы, запрещающие употребление свинины, «белое мясо» является общепринятым эвфемизмом для свинины.

## Влияние на здоровье
Были изучены последствия для здоровья, которые коррелируют с потреблением белого мяса, по сравнению с красным мясом и вегетарианскими диетами. Наблюдается снижение частоты инсультов. Нет никакой связи с ожирением или резистентностью к инсулину. Белое мясо, по-видимому, оказывает нейтральное или благоприятное влияние на показатели свертываемости крови. Существуют дополнительные доказательства того, что миоглобин способствует канцерогенезу в моделях колоректального рака, и поэтому эпидемиологические данные подтверждают снижение распространённости рака толстой кишки у тех, кто потребляет белое мясо в отличие от красного мяса.